# ピトケアン語
ピトケアン語（ピトケアンご）は、18世紀における英語の方言とタヒチ語に基づいて混成されたクレオール語の一種であり、ピトケアン諸島で話されている。

## 歴史
ピトケアンの住民を形成する契機となったバウンティ号の反乱の後、反乱の首謀者であるフレッチャー・クリスチャンのグループが、一旦タヒチに戻った際に19人のタヒチ島民（成人男女のほか子供もいた。）を連れてピトケアンに漂着した。
しかしバウンティ号の乗組員たちはタヒチ語をほとんど知らなかったし、タヒチ島から連れてこられた人たちも英語がほとんどわからなかったという状況で、コミュニケーションにおける両者の距離を縮める必用があった。そのため、二つの言語が混成してピトケアン語となった。
ただ、バウンティ号の乗組員たちが皆同じ英語の方言を話していなかったことはピトケアン語の成立において重要なことであった。
ある者は西インド諸島出身であったためカリブ海訛りの言葉を話し、また別の者はスコットランド出身であったためスコットランド訛りであった。さらにフレッチャー・クリスチャンは聖書を持っていたことから、教養のある人であったと思われる。ピトケアン語はタイン川流域地方や西部地方の方言のような語句からも分かるように、様々な英語の方言やアクセントから影響を受けている。

## 英語との対比
| 英語                          | ピトケアン語             |
| ----------------------------- | ------------------------ |
| How are you?                  | Whata way ye?            |
| Where are you going?          | About ye gwen?           |
| Are you going to cook supper? | You gwen whihi up suppa? |
| Would you like some food?     | Ye like-a sum whettles?  |
| I don't think so.             | I nor believe.           |
| It doesn't matter.            | Do' mine.                |